# Un lladre honest

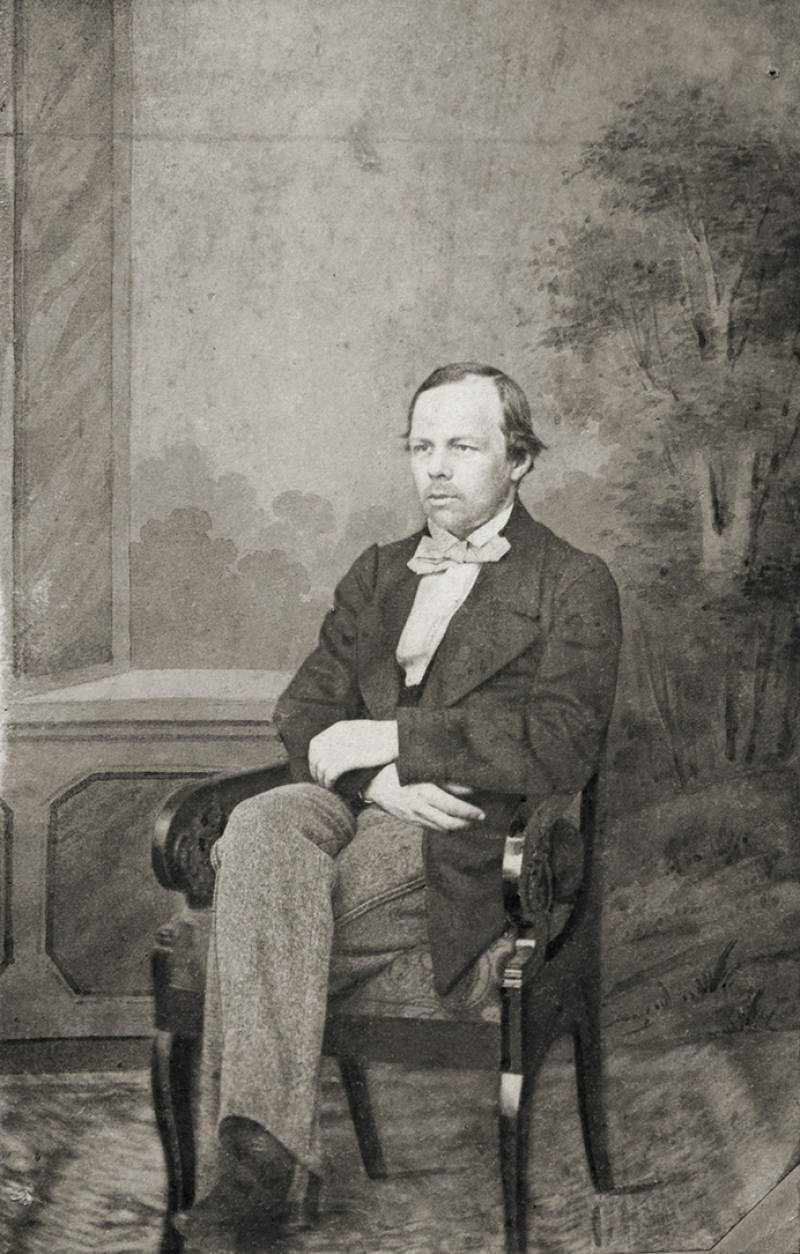

Un lladre honest (en rus eЧестный вор, Txestni vor) és un relat de Fiódor Dostoievski, escriptor i novel·lista rus, publicat el 1848 al quart número de la revista Отечественные записки (transliterat: Otetxestuenye Sàpisqui o Annals de la pàtria).

## Argument
La història comença amb el narrador que explica com la seva criada i cuinera Agrafena, li demana que llogui una petita habitació del seu apartament, a un vell soldat anomenat Astafi Ivànovitx. Un dia, un lladre roba una pellissa del senyor, penjada al rebedor, i Astafi intenta perseguir-lo sense èxit. Astafi està consternat pel robatori i es lamenta una vegada i una altra. El narrador i Astafi comparteixen un menyspreu diferent per als lladres, i una nit Astafi va contar la història d'“un lladre honest”, que va succeir dos anys abans amb ell de protagonista.
Astafi Ivànovitx va coincidir una vegada en una taverna amb un pobre home de nom Iemeli Ilitx. Borratxo, gandul i paràsit, havia estat oficial, però s'havia acomiadat del servei pels seus mals hàbits. Iemeli no era un borratxo violent, per la qual cosa Astafi Ivànovitx va sentir pena per ell, i per llàstima el va acollir a casa seva, i li va donar menjar i beure. Astafi Ivànovich va decidir involucrar Iemeli en el treball i el va instar a deixar de beure, però va ser en va.
Molt poc després que Astafi hagués acomiadat de casa a Iemeli, aquest va aparèixer de nou en l'apartament, i els dos van continuar com ho havien fet abans. Astafi donaria suport Iemeli amb menjar i allotjament, i Iemeli continuaria sortint i tornant borratxo. A vegades desapareixia durant dies, per tornar borratxo i gairebé congelat.
Astafi, que ara treballa com a sastre, estava curt de diners .Guardava en un bagul, un parell de pantalons de muntar que havia fet per a un client ric, i que mai no van ser reclamats. Ell va pensar que podia vendre els pantalons per aconseguir diners per a roba més útil i una mica de menjar, però quan va decidir vendre els pantalons, ja no els va poder trobar. Iemeli estava borratxo com de costum, i negava el robatori. Astafi va quedar terriblement contrariat pel robatori, i es va mantenir a la recerca dels pantalons al mateix temps que sospitava de Iemeli, que sempre va negar el robatori.
Un dia, Astafi i Iemeli van tenir una terrible discussió pels pantalons i la beguda, i Iemeli va marxar de l'apartament i no va tornar durant dies. Astafi fins i tot va anar a buscar-lo, sense sort. Finalment, després d'un parell de dies, Iemeli va tornar, gairebé mort de gana i congelat. Astafi el va recollir de nou, però estava clar que els dies de Iemeli estaven comptats. Dies més tard, la salut de Iemeli s'havia deteriorat terriblement. Iemeli volia explicar a Astafi alguna cosa sobre els pantalons. Amb les seves últimes paraules, Iemeli va admetre haver robat els pantalons.